# West London Reef
West London Reef (kinesiska:Xi Jiao) är en atoll bland Spratlyöarna i Sydkinesiska havet. Atollen är för närvarande under Vietnams administration, något som inte erkänns av Kina och Taiwan.